# Rafael Izquierdo Gutiérrez
Rafael Izquierdo Gutiérrez (Santander, Cantabria, 1820 - Madrid, 1882) fue un militar, político y gobernador colonial español.

## Biografía
Comenzó su carrera militar ingresando como cadete en el regimiento de infantería de Gerona, con el que participó en la primera guerra carlista en Navarra, alcanzando el grado de capitán por méritos de guerra a los 17 años. Tomó parte también en la segunda guerra carlista, terminándola con el empleo de teniente coronel. Participó en la guerra de África, al final de la cual era general de brigada. 
Fue gobernador militar de Lugo en 1861 y gobernador de Puerto Rico entre 1862 y 1863.
Destinado como segundo en el mando de la capitanía general de Andalucía, apoyó la revolución de 1868. Fue diputado por el distrito de Antequera, circunscripción de Málaga, en 1869 y por el distrito de Villajoyosa en Alicante en 1871,
Fue gobernador de Filipinas entre 1871 y 1873. Su gobierno estuvo marcado por su carácter conservador y las medidas represivas tomadas contra los tres sacerdotes acusados de participar en la insurrección de 1872, un suceso crucial de cara al nacimiento del movimiento nacionalista filipino. Poco después, Izquierdo dimitió de su cargo por motivos de salud.
En 1874, durante la Primera República Española, desempeñó la Capitanía General de Cataluña por breve tiempo.
Escribió la obra Algunas ideas sobre la reorganización del ejército (1869).
| Predecesor: Rafael Echagüe y Bermingham             | Gobernador de Puerto Rico 1862-1863 | Sucesor: Félix María de Messina Iglesias |
| Predecesor: Carlos María de la Torre y Nava Cerrada | Gobernador de Filipinas 1871-1873   | Sucesor: Manuel MacCrohon                |
| Predecesor: Arsenio Martínez-Campos Antón           | Capitán general de Cataluña 1874    | Sucesor: Francisco Serrano Bedoya        |